# Maria de la Rosa
Maria de la Rosa, född 13 februari i Sevilla i Andalusien, är en spansk fribrottare. Hon går också under smeknamnen Atomic Blonde och La Rubia Atomica.

## Karriär
Maria de la Rosa debuterade den 27 februari 2016, och brottades därefter lokalt i flera år på mindre evenemang i Spanien under namnet Tracy. Tidigare var hon en del av tag team-gruppen Chemical Danger tillsammans med brottaren Thrash-Man, även han från Spanien. Under andra halvåret 2019 turnerade hon Japan.  Sedan 2022 tillhör hon det tyska förbundet Westside Xtreme Wrestling (vanligtvis förkortat som wXw), vilket är Europas största fribrottningsförbund och där hon är en stor profil. Utöver i Tyskland har de la Rosa även brottats i England, Frankrike, Italien, Danmark, Spanien, Portugal, Österrike och Tjeckien i Europa. 
Maria de la Rosa har vunnit tre titelbälten i olika förbund.
Magasinet Pro Wrestling Illustrated rankade henne som #121 i 2023 års upplaga PWI Top 250 Females. Utöver att brottas själv arrangerar hon också egna evenemang under namnet We Are Wrestling i Madrid, där hon tagit in stora namn som Shigehiro Irie och Samuray del Sol.